# 本願寺近松別院
本願寺近松別院（ほんがんじちかまつべついん）は、滋賀県大津市にある浄土真宗本願寺派の直属寺院。 住職は浄土真宗本願寺派門主が兼ねるが、別院輪番が置かれて実務を主管している。

## 概要
近松別院は大津市中心部にある本願寺派の別院であり、本願寺の歴史の中でも重要な役割を果たした寺院の一つである。県庁所在地ではあるが、滋賀教区（滋賀県に相当）の教務所（政府で言う県庁に相当）は近江八幡市にある本願寺八幡別院内に設置されている。

## 歴史
- 1465（寛正６）年 - 延暦寺衆徒らによって京都東山大谷にあった本願寺が破却される（寛正の法難）。蓮如らは湖南地方に避難する。
- 1469（文明元）年 - 当時延暦寺と対立していた園城寺（三井寺）から五別所の一つ近松寺（高観音）の寺領を分与され、近松山顕証寺を建立し、真影（親鸞の木像）を安置する。事実上の本山となる。この間蓮如は越前加賀国境の吉崎で布教する。
- 1480（文明12）年 - 山科に本願寺が再建され、真影は山科に動座となる。
- 1945（昭和20）年7月 - 陸軍病院保全のため強制疎開。本堂等を解体する。
- 1981（昭和56）年 - 滋賀教区全域（滋賀県内の寺院、僧侶、門徒ら）の懇念により再建復興。

## 犬塚
別院の近くに欅の大木の植えられた塚がある。この塚は犬塚と呼ばれている。
蓮如が吉崎に向かう前に、三井寺の関係者により壮行会が開かれた。そのなかで当時本願寺の隆盛を快く思わない者もいて、蓮如を毒殺するため調理人として刺客が送られた。ところが、蓮如の弟子の飼っていた犬が座敷に上がり込み、毒が盛られた料理を食べて死んだ。身をもって蓮如を守った犬を不憫に思い、死骸は手厚く葬られ欅を植えた。
近隣の有志による「犬塚を守る会」があり、犬塚の清掃活動や、催事などに取り組んでいる。